# Метод Джессики Фридрих
Метод Фридрих, также известный как CFOP (Cross+F2L+OLL+PLL) — основной метод скоростной сборки кубика Рубика, впервые опубликованный и подробно описанный в 1997 году на сайте чешской спидкуберши Джессики Фридрих.
Метод Фридрих является развитием метода послойной сборки, отличаясь от него большим количеством алгоритмов.

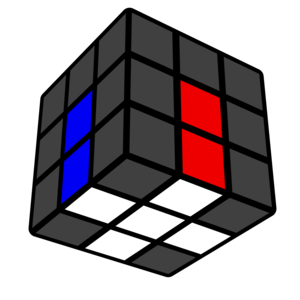
Крест
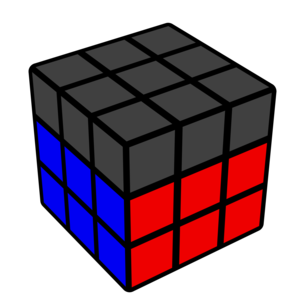
Первые два слоя (F2L)
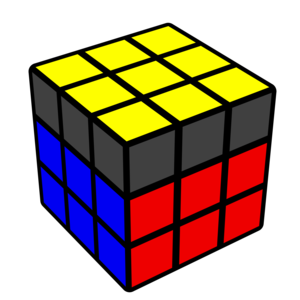
Ориентация последнего слоя (OLL)
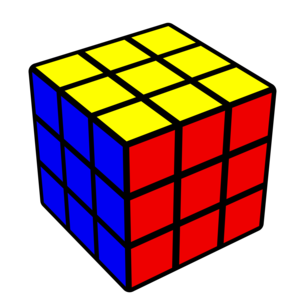
Перестановка последнего слоя (PLL)

## История
Метод CFOP разрабатывался в начале 1980-х годах усилием множества спидкуберов. Отдельные этапы сборки были известны и до Джессики Фридрих. Крест впервые придумал Дэвид Сингмастер в 1980 году. Кто первым придумал систему F2L, неизвестно, но примитивный вариант F2L для сборки первых двух слоёв уже использовался на чемпионате мира 1982 года участником Guus Razoux Schultz (сама Джессика в то время ещё не знала о F2L и собирала послойно). Концепцию таких шагов, как ориентация последнего слоя (OLL) и перестановка последнего слоя (PLL), придумали Hans Dockhorn и Anneke Treep соответственно.
Основная инновация Фридрих заключалась в систематизации и усовершенствовании сборки первых двух слоёв, разработке алгоритмов для сборки верхнего слоя и, самое главное, в объединении всех этих этапов в единую систему.

## Описание
Сборка по методу Фридрих состоит из четырёх этапов:
1. Крест (cross) — этот этап включает в себя составление четырех рёберных элементов на одной стороне кубика вокруг центрального элемента того же цвета. Многие спидкуберы собирают крест на нижней стороне, чтобы сразу иметь представление о расположении частей, необходимых для следующего шага. Любой крест может быть решен за 8 и менее ходов.
- Среднее количество ходов для решения креста фиксированного цвета: 5,81 ходов.
- Среднее количество ходов для решения креста двух противоположных цветов: 5,39 ходов.
- Среднее количество ходов для решения креста произвольного цвета: 4,81 ходов.

2. Первые два слоя (F2L, first 2 layers) — угловые и рёберные элементы объединяются в пары, а затем перемещаются на свое правильное место. Для каждой пары из углового и рёберного элемента существует 42 комбинации, включая вариант, когда слои сразу оказываются собранными.
3. Ориентация последнего слоя (OLL, orientate last layer) — этот этап включает в себя приведение верхнего слоя к состоянию, в котором все части на нём имеют одинаковый цвет. Расположение цветов на других сторонах не учитывается. На этом этапе возможны 57 различных вариантов.
4. Перестановка последнего слоя (PLL, permutate last layer) — заключительный этап включает перемещение элементов верхнего слоя на нужные позиции с сохранением их ориентации. Всего на этом этапе возможен 21 вариант.